# 阿茹迪
阿茹迪是葡萄牙布拉加区的一个堂区。总面积1.47平方公里，总人口167人，人口密度111.6人/平方公里。